# 2011
2011 (MMXI) je bilo navadno leto, ki se je po gregorijanskem koledarju začelo na soboto.
Organizacija združenih narodov je proglasila 2011 za mednarodno leto kemije, mednarodno leto gozdov in mednarodno leto ljudi afriškega porekla. Do 11. avgusta je trajalo tudi mednarodno leto mladih, ki se je začelo 12. avgusta 2010.

## Dogodki

### Januar – junij
- 1. januar – Estonija prevzame evro za svojo valuto in se kot 17. članica pridruži evroobmočju.
- 14. januar – po večtedenskih množičnih protestih pade vlada Tunizije na čelu s predsednikom Ben Alijem, ki je bil na tem položaju od leta 1987. Hkrati potekajo večji ali manjši protesti po celotnem arabskem svetu.
- 24. januar – v samomorilskem bombnem napadu na moskovskem letališču Domodedovo umre vsaj 35 ljudi, okrog 180 je ranjenih.
- 11. februar – zaradi množičnih protestov v Egiptu odstopi predsednik Egipta Hosni Mubarak, s čimer se konča njegova tridesetletna vladavina.
- 11. marec – potres z momentom 9,1 – četrti najmočnejši v zgodovini meritev potresov – in posledični cunami prizadeneta japonsko regijo Tohoku.
- 19. marec – mednarodne sile z mandatom Varnostnega sveta OZN pričnejo z vojaškim posredovanjem v Libiji da bi preprečile vladne napade na protestnike, ki se zavzemajo za odstop Moamerja Gadafija.
- 11. april – z aretacijo nekdanjega predsednika Laurenta Gbagboja ob pomoči francoskih sil se končata politična kriza in državljanska vojna v Slonokoščeni obali.
- 15. april – nekdanja hrvaška generala Ante Gotovina in Mladen Markač sta pred haaškim sodiščem spoznana za kriva vojnih zločinov med operacijo Nevihta in obsojena na dolgoletne zaporne kazni.
- 26. maj – v tajni akciji srbske varnostno-obveščevalne agencije je aretiran Ratko Mladić, najbolj iskani obtoženec za vojne zločine v vojnah na območju nekdanje Jugoslavije.
- 5. junij – slovenski volivci v t. i. »superreferendumski nedelji« na referendumih zavrnejo vse tri vladne predloge zakonskih besedil: novelo zakona o varstvu dokumentarnega in arhivskega gradiva ter arhivih, zakon o preprečevanju dela in zaposlovanja na črno ter zakon o pokojninskem in invalidskem zavarovanju.
- 16. junij – Ajman al Zavahiri prevzame vodenje organizacije Al Kaida po bin Ladnovi smrti.
- 28. junij – na 35. zasedanju Unescovega Odbora za svetovno dediščino so najdišča koliščarskih naselbin v sklopu serijske nominacije več držav vpisana v seznam svetovne dediščine kot druga lokacija iz Slovenije (poleg Škocjanskih jam).

### Julij – december
- 9. julij – v skladu z izidom januarskega referenduma se Južni Sudan odcepi od matične države in postane samostojna suverena država.
- 12. julij – Neptun zaključi prvi krog okoli Sonca od njegovega odkritja leta 1846.
- 21. julij – s pristankom raketoplana Atlantis po opravljeni zadnji misiji na Mednarodni vesoljski postaji se zaključi ameriški program raketoplanov (Space Shuttle).
- 22. julij – v dveh terorističnih napadih Norvežana Andersa Breivika v Oslu in na otoku Utøya je ubitih 77 in ranjenih 96 ljudi.
- 15. avgust – komet Honda-Mrkos-Pajdušáková prileti mimo Zemlje na razdalji 0,0601 AE (8.990.000 km).
- 28. avgust – 4. september – na Bledu poteka Svetovno prvenstvo v veslanju 2011.
- 7. september – v letalski nesreči pri mestu Jaroslavelj se smrtno ponesreči 44 ljudi, med njimi so vsi hokejisti in trenerji hokejskega kluba Lokomotiva Jaroslavelj.
- 20. september – državni zbor Republike Slovenije izglasuje nezaupnico vladi Boruta Pahorja.
- 25. september – Savdski kralj Abdulah podeli prvič v zgodovini te države volilno pravico ženskam.
- 4. oktober – hude poplave prizadenejo večino ozemlja Tajske in Kambodže ter zahtevajo več kot 500 žrtev.
- 20. oktober – uporniki v Libiji oznanijo, da so med boji okrog mesta Sirta zajeli nekdanjega voditelja države Moamerja Gadafija, ki je kmalu po tistem umrl zaradi poškodb.
- 31. oktober – po oceni Organizacije združenih narodov na ta dan število ljudi doseže sedem milijard.
- 12. november – Silvio Berlusconi zaradi izgube politične podpore odstopi kot ministrski predsednik Italije.
- 4. december – na predčasnih državnozborskih volitvah v Sloveniji prejme največje število glasov stranka Zorana Jankovića Pozitivna Slovenija.
- 15. december – Združene države Amerike formalno razglasijo konec iraške vojne.

## Smrti
Glej tudi Kategorija:Umrli leta 2011.
- 6. februar – Gary Moore, irski glasbenik (* 1952)
- 4. marec – Simon van der Meer, nizozemski fizik, nobelovec (* 1925)
- 17. marec – Michael Gough, angleški filmski in televizijski igralec (* 1916)
- 18. marec – Warren Christopher, ameriški diplomat in pravnik (* 1925)
- 21. marec – Nikolaj Jefimovič Andrianov, ruski telovadec (* 1955)
- 23. marec – Elizabeth Taylor, britansko-ameriška igralka (* 1932)
- 14. april – William Lipscomb, ameriški kemik, nobelovec (* 1919)
- 24. april – Satja Sai Baba, indijski duhovni voditelj (* 1926)
- 30. april – Ernesto Sabato, argentinski pisatelj, fizik in slikar (* 1911)
- 2. maj – Osama bin Laden, savdski plemič, poslovnež, fundamentalist in terorist (* 1957)
- 5. maj – Henrik Burkat, slovenski harmonikar (* 1938)
- 7. maj – Willard Sterling Boyle, kanadski fizik, nobelovec (* 1924)
- 30. maj – Rosalyn Sussman Yalow, ameriška fizičarka, nobelovka (* 1921)
- 3. junij – Jack Kevorkian, ameriški zdravnik (* 1928)
- 18. junij – Jože Hudeček, slovenski novinar, komentator in urednik (* 1937)
- 19. junij – Branko Jovanović Vunjak - Brendi, slovenski pevec (* 1962)
- 22. junij – Nataša Urbančič, slovenska atletinja (* 1945)
- 23. junij – Peter Falk, ameriški igralec (* 1927)
- 4. julij – Otto von Habsburg, avstrijski politik, zadnji avstroogrski kronski princ (* 1912)
- 12. julij -
  - Tom Gehrels, nizozemsko-ameriški astronom (* 1925)
  - Anton Čeh, slovensko-hrvaški dirigent in skladatelj (* 1937)
- 23. julij – Amy Winehouse, angleška pevka (* 1983)
- 2. avgust – Baruj Benacerraf, venezuelsko-ameriški imunolog, nobelovec (* 1920)
- 10. avgust – Oldřich Macháč, češki hokejist (* 1946)
- 16. avgust – Andrej Bajuk, slovenski ekonomist in politik (* 1943)
- 7. september – Pavol Demitra, slovaški hokejist (* 1974)
- 20. september – Burhanudin Rabani, afganistanski politik (* 1940)
- 25. september – Wangari Maathai, kenijska okoljska in politična aktivistka, nobelovka (* 1940)
- 26. september – Robert Blinc, slovenski fizik (* 1933)
- 29. september – Lojze Slak, slovenski glasbenik (* 1923)
- 1. oktober -
  - Jože Ingolič, slovenski politik (* 1921)
  - Sven Tumba Johansson, švedski hokejist (* 1931)
- 5. oktober – Steve Jobs, ameriški računalnikar in poslovnež (* 1955)
- 7. oktober – Ramiz Alia, albanski politik (* 1925)
- 8. oktober – Dennis Ritchie, ameriški računalnikar (* 1941)
- 20. oktober – 
  - Omar Moamer el Gadafi, libijski častnik in politik, diktator (* 1942)
  - Iztok Puc, slovenski rokometaš (* 1966)
- 21. oktober – Tone Pavček, slovenski pesnik, esejist, prevajalec in urednik (* 1928)
- 23. oktober – Marco Simoncelli, italijanski motociklistični dirkač (* 1987)
- 26. oktober – Janko Messner, slovenski pisatelj, publicist in prevajalec (* 1921)
- 30. oktober – Bruno Hartman, slovenski literarni zgodovinar (* 1924)
- 4. november – Norman Foster Ramsey, ameriški fizik, nobelovec (* 1915)
- 7. november – Joe Frazier, ameriški boksar (* 1944)
- 9. november – Har Gobind Khorana, indijsko-ameriški biokemik, nobelovec (* 1922)
- 28. november – Ante Marković, hrvaški politik (* 1924)
- 1. december – Christa Wolf, nemška pisateljica (* 1929)
- 2. december – Jaša Zlobec, slovenski književnik, prevajalec, publicist in politik (* 1951)
- 4. december – Sócrates‎, brazilski nogometaš (* 1954)
- 17. december – Kim Džong Il, severnokorejski voditelj (* 1941)
- 18. december – Václav Havel, češki politik, pisatelj in dramatik (* 1936)

## Nobelove nagrade
- fizika: Saul Perlmutter, Adam Guy Riess in Brian P. Schmidt
- kemija: Dan Shechtman
- fiziologija ali medicina: Bruce Beutler, Jules Hoffmann in Ralph Steinman
- književnost: Tomas Tranströmer
- mir: Ellen Johnson Sirleaf, Leymah Gbowee in Tavakul Karman
- ekonomija: Christopher A. Sims in Thomas J. Sargent